# Posidoniaceae
Posidoniaceae је фамилија морских монокотиледоних биљака, раширених у области Медитерана и јужних обала Аустралије. Статус фамилије не постоји у свим класификационим схемама кривеносеменица. У системима APG I и APG II фамилија припада реду Alismatales, а садржи само један род - Posidonia.